# Ян Портвліт
Ян Портвліт (нід. Jan Poortvliet, нар. 21 вересня 1955, Арнемейден) — нідерландський футболіст, що грав на позиції захисника. По завершенні ігрової кар'єри — тренер.
Найбільших результатів досяг виступаючи за ПСВ, у складі якого став триразовим чемпіоном Нідерландів, дворазовим володарем Кубка Нідерландів, а також переможцем Кубка УЄФА. Крім цього грав за національну збірну Нідерландів, у складі якої став віце-чемпіоном світу 1978 року та учасником чемпіонату Європи 1980 року.

## Клубна кар'єра
Розпочав займатись футболом у клубі «Арнемейден» з однойменного рідно міста. У віці 16 років потрапив до структури ПСВ, за який і дебютував у дорослому футболі 1974 року. У складі ейндговенців Портвліт провів дев'ять сезонів, взявши участь у 264 матчах чемпіонату. В сезонах 1974/75, 1975/76 і 1977/78 він з командою вигравав національний чемпіонат, у сезонах 1973/74 і 1975/76 — Кубок Нідерландів, а у сезоні 1977/78 року Ян став з клубом володарем Кубка УЄФА, який став першим європейським трофеєм в історії клубу. При цьому Портвліт зіграв в обох фінальних матчах.
1983 року перейшов у «Роду», де провів сезон 1983/84, після чого відправився до Франції, де три роки грав у другому дивізіоні за «Нім-Олімпік».

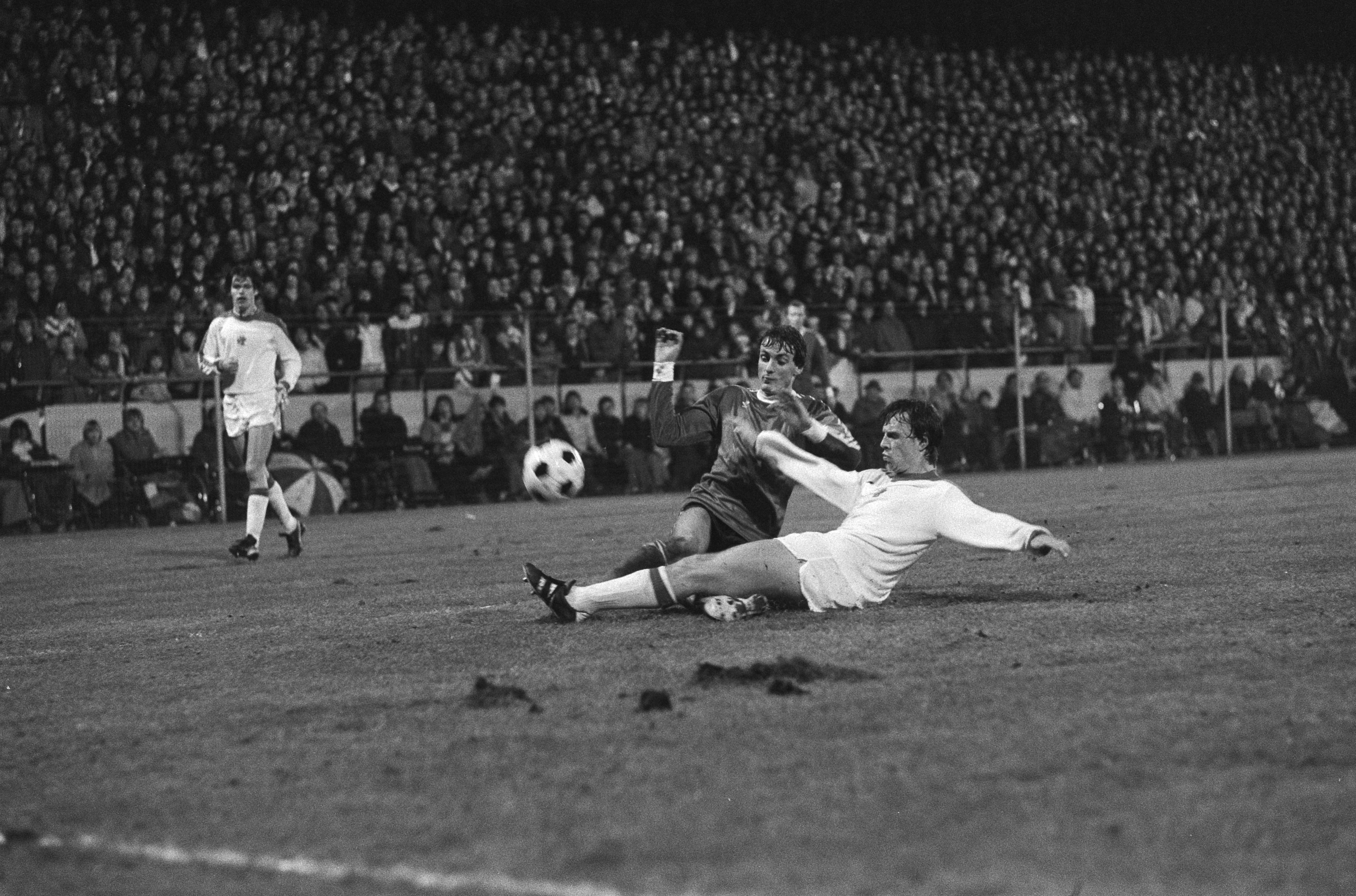
Ян Портвліт в матчі за ПСВ проти гравця «Аякса» Яна Еверсе. 1979 рік.

З 1987 року Портвліт по сезону грав за клуби «Антверпен», «Канн» та «Ендрахт», а завершив професійну ігрову кар'єру у клубі другого нідерландського дивізіону «Зеланд», за який виступав протягом 1990—1992 років.

## Виступи за збірну
20 травня 1978 року дебютував в офіційних іграх у складі національної збірної Нідерландів в товариському матчі проти збірної Австрії.
Того ж року у складі збірної був учасником чемпіонату світу 1978 року в Аргентині, де зіграв у шести матчах і допоміг збірній дійти до фіналу, втім команда поступилась 1:3 господарям аргентинцям і здобула «срібло».
Через два роки Портвліт зіграв і на чемпіонаті Європи 1980 року в Італії. Втім на цьому турнірі Ян зіграв лише одну гру, а його збірна не вийшла з групи.
Всього протягом кар'єри у національній команді, яка тривала 5 років, провів у формі головної команди країни 19 матчів, забивши 1 гол у ворота бельгійців (1:0) 26 вересня 1979 року.

## Кар'єра тренера
Після завершення ігрової кар'єри став тренером і спочатку працював асистентом у тренерських штабах клубів «Хелмонд Спорт» та «ТОП Осс». 1996 року вперше приступив до самостійної роботи, очоливши «Росендал» з Еерстедивізі, де пропрацював один рік.
Після тривалої перерви 2000 року Портвліт очолив «Ден Босх», з яким у сезоні 2000/01 зайняв перше місце у Еерстедивізі і вийшов в еліту.
2002 року став головним тренером команди «Телстар», де працював до 2005 року, після чого працював з аматорськими командами «Нейнен» та «Арнемейден».
В липні 2007 року Портвліт повернувся до професійного футболу, очоливши «Гелмонд Спорт», з яким став сьомим у Еерстедивізі на наступний рік. Клуб хотів продовжити співпрацю з тренером, втім Портвліт вирішив відправитись за кордон і очолити англійський «Саутгемптон». Ян став першим небританським тренером за понад 100-річну історію клубу. Втім через кілька днів стало відомо, що «Гелмонд Спорт» не дав дозвіл на перехід Портвліта, в якого ще залишався рік контракту з нідерландським клубом. Ситуація була вирішена через арбітражну комісію, за висновками якої Портвліт виплатив £ 60,000 (75,000 євро) компенсації «Гелмонд Спорту» і його контракт з цим клубом був припинений. Втім у Англії у нідерландського фахівця справи не пішли і клуб здобув лише одну перемогу у 12 матчах Чемпіоншипу, після чого у січні подав у відставку і без замінений своїм помічником, також нідерландцем Марком Вуттом, під керівництвом якого команда все ж вилетіла у третій за рівнем дивізіон країни.
15 червня 2009 року Портвліт був оголошений новим менеджером «Ейндговена», з яким вийшов у плей-оф Еерстедивізі, втім у вищий дивізіон вивести команду не зумів.
У червні 2010 року став новим головним тренером «Телстара», іншої команди з Еерстедивізі. Після двох посередніх сезонів у клубі, в березні 2012 року було підтверджено, що Портвліт погодився повернутися до свого попереднього клубу «Ден Босх» у липні. Після одного року роботи покинув клуб і у 2013–2015 роках очолював аматорський клуб «Гус».
Останнім місцем тренерської роботи Портвліта став новостворений китайський клуб «Циндао Ред Лайонз», головним тренером команди якого Ян Портвліт був у 2016 році.

## Титули і досягнення
- Володар Кубка УЄФА (1):

ПСВ: 1977–78
- Чемпіон Нідерландів (3):

ПСВ: 1974–75, 1975–76, 1977–78
- Володар Кубка Нідерландів (2):

ПСВ: 1973–74, 1975–76
- Віце-чемпіон світу: 1978